# Aleksiejewka (rejon bugurusłański)
Aleksiejewka (ros. Алексеевка) – wieś (sieło) w Rosji, w obwodzie orenburskim, w rejonie bugurusłańskim. W 2010 liczyła 224 mieszkańców.